# I. e. 322
Évszázadok: i. e. 5. század – i. e. 4. század – i. e. 3. század
Évtizedek: i. e. 370-es évek – i. e. 360-as évek – i. e. 350-es évek – i. e. 340-es évek – i. e. 330-as évek – i. e. 320-as évek – i. e. 310-es évek – i. e. 300-as évek – i. e. 290-es évek – i. e. 280-as évek – i. e. 270-es évek
Évek: i. e. 327 – i. e. 326 – i. e. 325 – i. e. 324 –  i. e. 323 – i. e. 322 – i. e. 321 – i. e. 320 – i. e. 319 – i. e. 318 – i. e. 317

## Események

### Görögország
- A lamiai háborúban a Fehér Kleitosz vezette makedón flotta az ekhinadészi és az amorgoszi csatákban legyőzi Athén hajóhadát, véget vetve az athéni tengeri fölénynek.
- A makedón Leonnatosz 20 ezres seregével felmenti Antipatroszt, akit az athéniek hónapok óta ostromolnak Lamiában. A csatában Leonnatosz is elesik.
- Szeptember 5. – Kraterosz döntő győzelmet ér el az athéniekkel szemben a krannoni csatában és lezárja a lamiai háborút.
- Athénban a makedónpárti Demadész visszanyeri korábban elvett polgárjogát és részt vesz az Antipatroszhoz küldött békeküldöttégben. Ráveszi az athéniakat, hogy ítéljék halálra a makedónellenes párt vezetőit, Démoszthenészt és Hüpereidészt. Az Antipatrosszal kötött béke hátrányos Athén számára, Pireuszba állandó makedón helyőrség kerül.
- Démoszthenész a letartóztatás előtt méreggel öngyilkos lesz. Hüpereidészt az aiginai Poszeidón-templomban fogják el és kivégzik.
- A Korinthoszi Szövetség megszűnik.

### Egyiptom
- Az Egyiptom kormányzójává kinevezett Ptolemaiosz elrabolja Nagy Sándor holttestét a Makedónia felé tartó gyászmenettől, Memphiszbe viszi és arany szarkofágban eltemeti. Ennek oka feltehetőleg abban a szokásban rejlik, hogy a makedón királyok elődjük eltemetésével nyernek jogot a trónra és Ptolemaiosz meg akarta akadályozni, hogy a makedón birodalom régense, Perdikkasz királlyá kiáltsa ki magát.
- Ptolemaiosz feleségül veszi Nagy Sándor ágyasát, Thaiszt és a későbbiekben gyakorlatilag Egyiptom, Líbia és Arábia királyaként viselkedik.
- Ptolemaiosz a birodalmi régens Perdikkasz engedélye nélkül elfoglalja a líbiai Kürenaikát. Ezután kivégezteti Naukratiszi Kleomenészt, Egyiptom korábbi szatrapáját azzal a váddal, hogy Perdikkasz pártján áll.

### India
- Csandragupta Maurja megdönti a Nanda-dinasztia hatalmát és megalapítja a Maurja-dinasztiát.

### Róma
- Quintus Fabius Maximus Rullianust és Lucius Fulvius Curvust választják consulnak. Aulus Cornelius Cossus Arvinát dictatorrá nevezik ki (egyes vélemények szerint a szamnisz háború miatt, mások szerint csak egy ceremoniális feladat elvégzésére). A dictator elkeseredett csatát vív a szamniszokkal, amelyet az dönt el, hogy a szamnisz lovasság a római tábort fosztogatja és a rómaiak lovassága szétszórja őket, majd hátbatámadja a harcoló gyalogságot. A szamniszok békét kérnek és elküldik a háborús párt vezetőjének, Brutulus Papiusnak a holttestét Rómába.[1]

## Halálozások
- Arisztotelész, görög filozófus
- Démoszthenész, athéni szónok és államférfi
- Naukratiszi Kleomenész, Egyiptom volt szatrapája
- Hüpereidész, athéni szónok
- Leonnatosz, makedón hadvezér

## Fordítás
- Ez a szócikk részben vagy egészben  a(z)   322 BC című angol Wikipédia-szócikk ezen változatának fordításán alapul.  Az eredeti cikk szerkesztőit annak laptörténete sorolja fel. Ez a jelzés csupán a megfogalmazás eredetét és a szerzői jogokat jelzi, nem szolgál a cikkben szereplő információk forrásmegjelöléseként.